# Дол-при-Воглях
Дол-при-Воглях (словен. Dol pri Vogljah) — поселення в общині Сежана, Регіон Обално-крашка, Словенія. Висота над рівнем моря: 316,5 м. Розташоване на кордоні з Італією.